# Praesens (Architektur)
Die polnische Architekten- und Künstlergruppe Praesens bestand zwischen den Jahren 1926 und 1930 und hatte ihren Sitz in Warschau. Die Gruppe wurde von Mitgliedern der ehemaligen Künstlergruppe Blok sowie von Absolventen der Fakultät für Architektur an der Technischen Universität Warschau gegründet. 
Die Gruppenmitglieder einte das Bekenntnis zum polnischen Konstruktivismus, einer Ausprägung der europäischen Avantgarde. Fortschrittsglauben, Disziplin und Funktionalismus in der Architektur verschmolzen zu einem Bruch mit dem traditionellen Architektur- und Kunst-Verständnis. Moderne Produktionsformen im Bauwesen, dadurch mögliche Standardisierung und Verbilligung der Herstellung sollten die Basis zur Erstellung preisgünstigen Wohnraumes für mittlere und untere soziale Schichten sein. Mit ihrem Gedankengut näherten sich die Praesens-Architekten den damaligen Vorstellungen von Bauhaus-, De-Stijl- und Wchutemas-Architekten an.
Der Kopf der Gruppe war Szymon Syrkus, seine Frau Helena Syrkusowa leitete das Büro. Viele Ideen der Praesens-Vordenker flossen in realisierte Wohnungsbauprojekte (z. B. für die Warszawska Spółdzielnia Mieszkaniowa, kurz: WSM) des Ehepaars Syrkus ein. Im Jahr 1928 wurde Praesens die polnische Landesgruppe das Congrès International d’Architecture Moderne (CIAM).

## Gruppenmitglieder
- Barbara Brukalska-Sokołowska (1899–1980), Architektin
- Stanisław Brukalski (1894–1967), Architekt
- Karol Kryński (1900–1944), Maler
- Jan Golus (1895–1964), Bühnengestalter
- Witold Kajruksztis (1890–1961), Maler
- Katarzyna Kobro-Strzemińska (1898–1951), Bildhauerin
- Bohdan Lachert (1900–1987), Architekt
- Marian Jerzy Malicki (1895–1946), Maler
- Józef Malinowski, Architekt
- Maria Łucja Nicz-Borowiakowa (1896–1944), Malerin
- Roman Piotrowski (1895–1988), Architekt
- Andrzej Pronaszko (1888–1961), Maler
- Aleksander Rafałowski (1894–1980), Maler
- Henryk Stażewski (1894–1988), Maler
- Władysław Strzemiński (1893–1952), Maler
- Szymon Syrkus (1893–1964), Architekt
- Helena Syrkusowa (1900–1982), Architektin
- Józef Szanajca (1902–1939), Architekt
- Rudolf Świerczyński (1883–1943), Architekt
- Stanisław Zalewski (1896–1958), Maler und Grafiker

Eine Folgeorganisation war ab 1931 die Gruppe A.R. („Artyści Rewolucyjni“ oder „Awangarda Rzeczywista“) mit folgenden Mitgliedern:
- Władysław Strzemiński (1893–1952), Maler und Pädagoge
- Katarzyna Kobro-Strzemińska (1898–1951), Bildhauerin
- Henryk Stażewski (1894–1988), Maler
- Julian Przyboś (1901–1970), Lyriker
- Karol Hiller (1891–1939), Maler und Grafiker